# Labouristická strana (Malta)

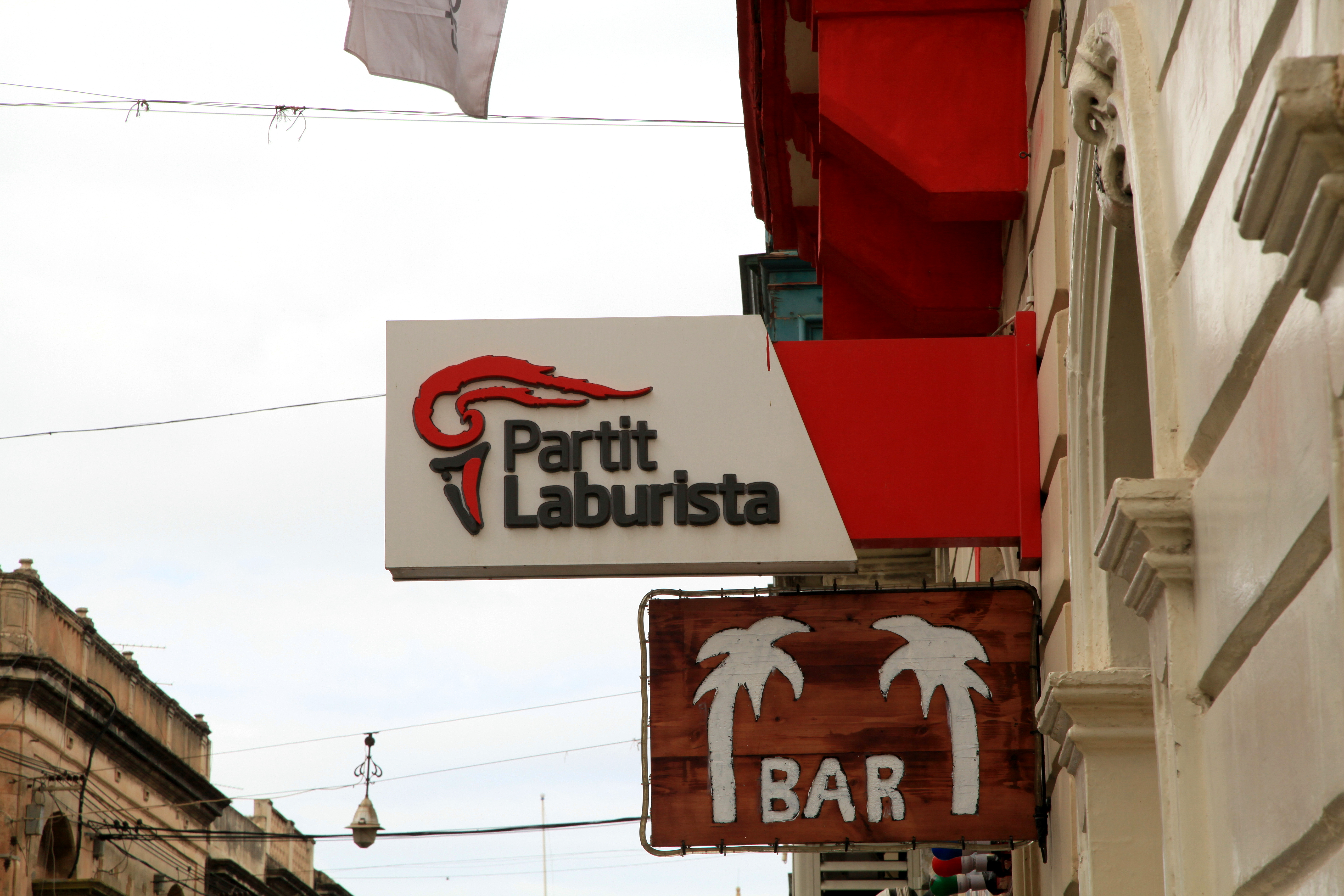
Logo maltské Labouristické strany

Labouristická strana (Maltsky: Partit Laburista) je sociálnědemokratická politická strana na Maltě. Labouristická strana je spolu s Nacionalistickou stranou (PN) jednou ze dvou hlavních současných politických stran na Maltě. Strana je členem Strany evropských socialistů a až do prosince 2014 byla členem Socialistické internacionály.

## Volební výsledky

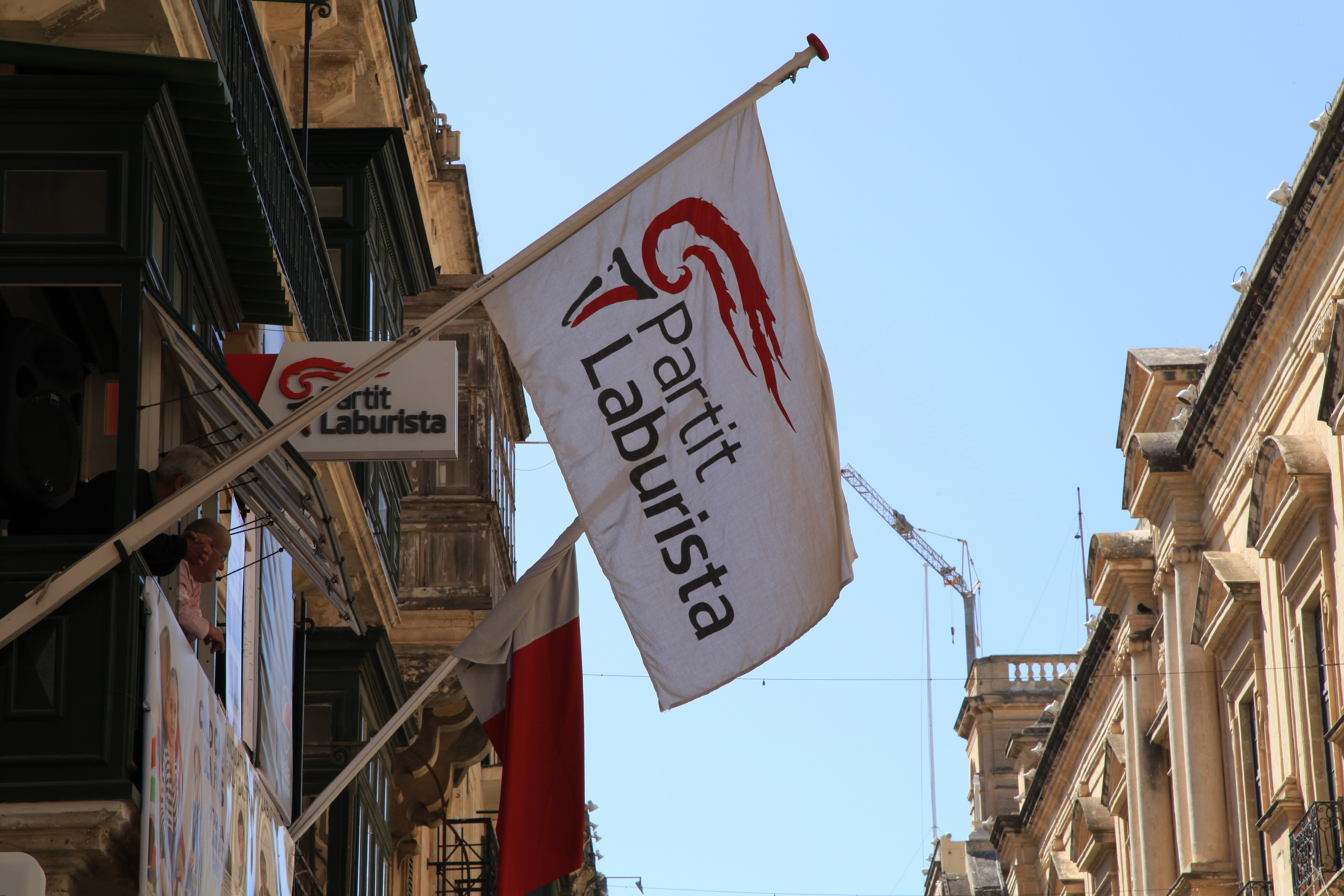
Vlajka maltské Labouristické strany

| Rok  | Předseda strany        | %      | Počet křesel | Vláda   |
| ---- | ---------------------- | ------ | ------------ | ------- |
| 1921 | William Savona         | 23,2 % | 7/32         | Opozice |
| 1924 | William Savona         | 19,2 % | 7/32         | Opozice |
| 1927 | William Savona         | 14,5 % | 3/32         | Koalice |
| 1932 | Paul Boffa             | 8,6 %  | 1/32         | Opozice |
| 1939 | Paul Boffa             | 8,8 %  | 1/10         | Opozice |
| 1945 | Paul Boffa             | 76,2 % | 9/10         | Většina |
| 1947 | Paul Boffa             | 59,9 % | 24/40        | Většina |
| 1950 | Dom Mintoff            | 18,6 % | 11/40        | Opozice |
| 1951 | Dom Mintoff            | 35,7 % | 14/40        | Opozice |
| 1953 | Dom Mintoff            | 44,6 % | 19/40        | Opozice |
| 1955 | Dom Mintoff            | 56,7 % | 23/40        | Většina |
| 1962 | Dom Mintoff            | 33,8 % | 16/50        | Opozice |
| 1966 | Dom Mintoff            | 43,1 % | 22/50        | Opozice |
| 1971 | Dom Mintoff            | 50,8 % | 28/55        | Většina |
| 1976 | Dom Mintoff            | 51,5 % | 34/65        | Většina |
| 1981 | Dom Mintoff            | 49,1 % | 34/65        | Většina |
| 1987 | Karmenu Mifsud Bonnici | 48,9 % | 34/69        | Opozice |
| 1992 | Karmenu Mifsud Bonnici | 46,5 % | 31/65        | Opozice |
| 1996 | Alfred Sant            | 50,7 % | 35/69        | Většina |
| 1998 | Alfred Sant            | 47,0 % | 30/65        | Opozice |
| 2003 | Alfred Sant            | 47,5 % | 30/65        | Opozice |
| 2008 | Alfred Sant            | 48,8 % | 34/69        | Opozice |
| 2013 | Joseph Muscat          | 54,8 % | 39/69        | Většina |
| 2017 | Joseph Muscat          | 55,0 % | 37/67        | Většina |

| Rok  | Předseda strany | %      | Počet křesel |
| ---- | --------------- | ------ | ------------ |
| 2004 | Alfred Sant     | 48,4 % | 3/5          |
| 2009 | Joseph Muscat   | 54,8 % | 4/6          |
| 2014 | Joseph Muscat   | 53,3 % | 3/6          |
| 2019 | Joseph Muscat   | 54,3 % | 4/6          |